# Цар-Симеоново
Цар-Симеоново (болг. Цар Симеоново) — село в Болгарии. Находится в Видинской области, входит в общину Видин. Население составляет 114 человек.

## Политическая ситуация
Цар-Симеоново подчиняется непосредственно общине и не имеет своего кмета.
Кмет (мэр) общины Видин — Румен Ангелов Видов (Граждане за европейское развитие Болгарии (ГЕРБ)) по результатам выборов в правление общины.